# Wenceslao del Real
Wenceslao del Real Mallorga (Valparaíso, 4 de agosto de 1876-Santiago, 17 de noviembre de 1929) fue un político y abogado chileno. 

## Profesión
Estudió en el Liceo de Hombres de Valparaíso, y se tituló de abogado en la Universidad de Chile, el 30 de junio de 1900. Empezó a ejercer su profesión en la Municipalidad de Valparaíso.

## Actividad Política
Militante del Partido Liberal Democrático, del cual llegó a ser su vicepresidente (1912). Fue elegido regidor de Valparaíso (1906-1909). Abogado de la Intendencia porteña (1910-1912) y Diputado por Quillota y Limache (1912-1915). 
Luego se cambió de colectividad política, al Partido Nacional, el cual lo llevó a ser Diputado por Casablanca y Valparaíso (1915-1918). 
Durante su período legislativo integró las comisiones permanentes de Asistencia Pública, Instrucción Pública y Culto.